# میکی ایمای (خواننده)
میکی ایمای (انگلیسی: Miki Imai؛ زادهٔ ۱۴ آوریل ۱۹۶۳) موسیقی‌دان و خوانندهٔ اهل ژاپن است که از سال ۱۹۸۶ میلادی تاکنون مشغول فعالیت بوده‌است و در هشتمین جشنواره فیلم یوکوهاما برندهٔ جایزهٔ بهترین خوانندهٔ تازه‌وارد را از آن خود کرد.